# Иванов, Михаил Викторович (оператор)
Михаил Викторович Иванов (укр. Михайло Вікторович Іванов; род. 23 июня 1939, Киев, Украинская ССР, СССР) — советский и украинский кинооператор и педагог.

## Биография
Родился Михаил Викторович Иванов 23 июня 1939 года в Киеве в семье кинорежиссёра Виктора Иванова.
В 1962 году окончил операторский факультет Всесоюзного государственного института кинематографии (мастерская Л. Косматова, Э. Тиссэ).
В 1961—1999 годах — кинооператор Киевской киностудии художественных фильмов имени А. П. Довженко.
Член Национального союза кинематографистов Украины с 1967 года.
С 1976 года преподаёт в Киевском государственном институте театрального искусства имени И. К. Карпенко-Карого.

## Избранная фильмография
- 1962 — Королева бензоколонки
- 1964 — Ключи от неба
- 1967 — Непоседы
- 1969 — Улица тринадцати тополей
- 1970 — Смеханические приключения Тарапуньки и Штепселя
- 1971 — Весёлые Жабокричи
- 1973 — Ни пуха, ни пера!
- 1976 — Эквилибрист
- 1980 — Снежная свадьба
- 1985 — По зову сердца
- 1988 — Хозяева
- 1992 — Дай нам, Бог, долгий век
- 1993 — Сад Гефсиманский
- 1994 — Тигроловы
- 1995 — Донбасс. Возвращение

## Семья
- Отец — Виктор Михайлович Иванов (1909—1981)
- Жена — Ольга Борисовна Жбанкова (1943—2021)